# Barri Rei en Jaume
Rei en Jaume o Diví Mestre és un barri d'Alboraia, a València. Està situat a l'oest de la localitat, entre l'antic traçat en superfície de les vies de Metrovalencia al seu pas per Alboraia i el límit amb Tavernes Blanques i València. Limita al nord amb l'horta de la partida de Desemparats, al sud amb Sant Llorenç (València) i el Palmaret, a l'est amb el nucli antic d'Alboraia i el Palmaret, a l'oest amb Tavernes Blanques i Sant Llorenç (València). La seua població en 2023 era de 5.371 habitants.

Les vies del metro separaren Rei a Jaume de la resta d'Alboraia durant quasi 50 anys, suposant una important barrera que marcà el caràcter del barri. Tot això, sumat a l'arribada de persones provinents de València capital i altres regions d'Espanya, a més de famílies humils d'Alboraia, va ocasionar que el barri tinguera una forta identitat diferenciada.

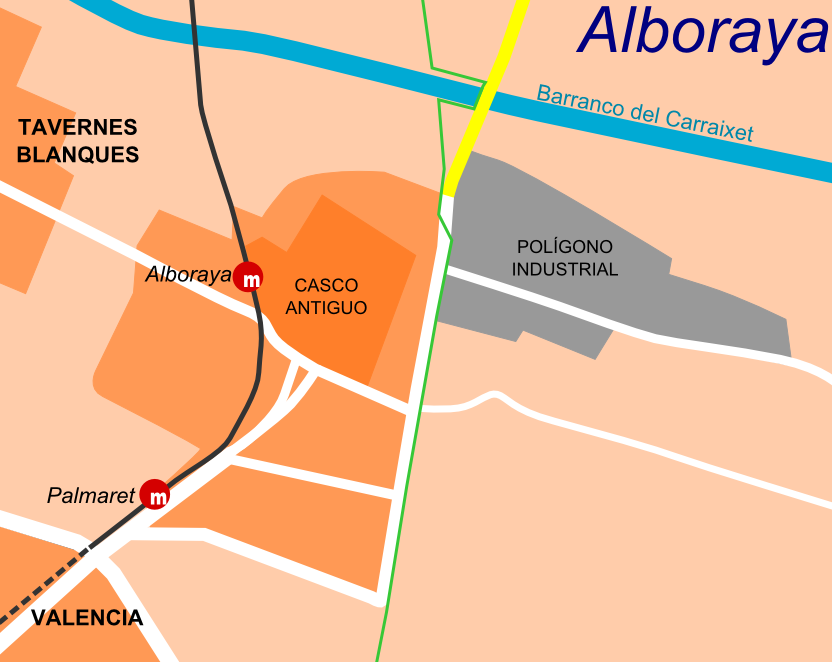
Localització del barri al nucli urbà d'Alboraia. Es tracta de la zona a l'oest del recorregut del metro
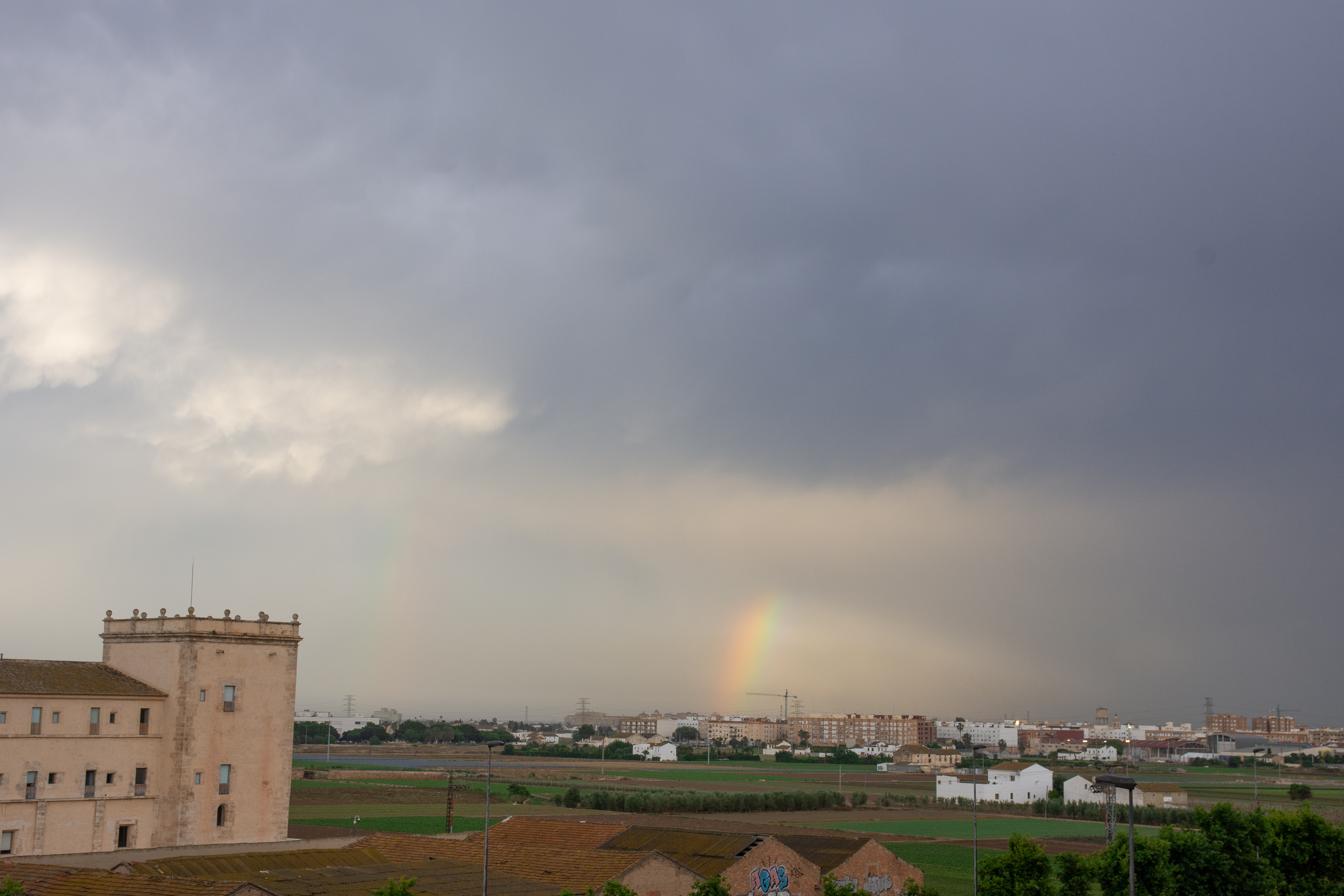
Vista del barri des de Sant Miquel dels Reis

## Història

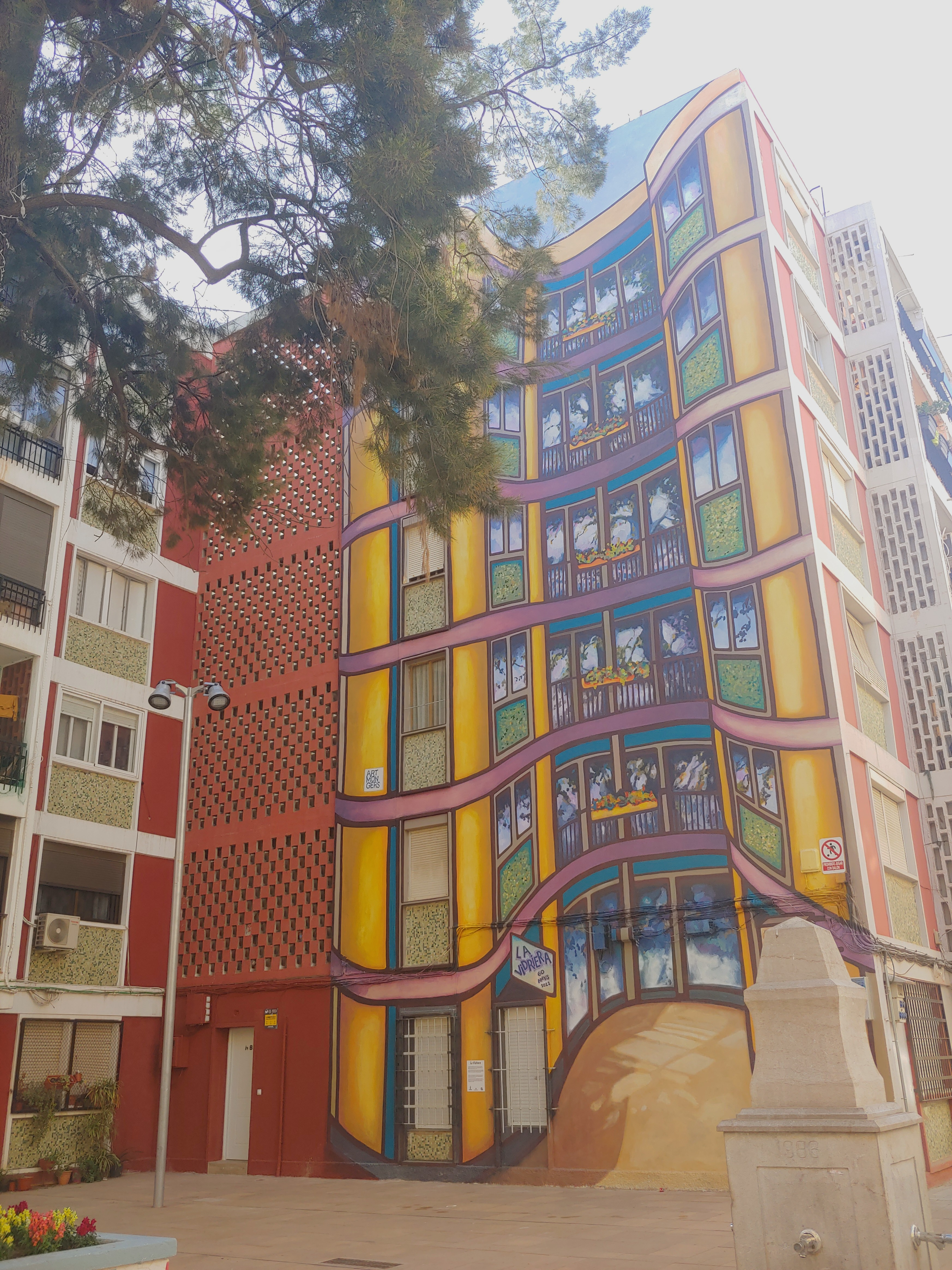
Mural "La Vidriera"

El barri té el seu origen en la construcció de diversos grups de vivendes de promoció pública a la banda oest de les vies del tren entre finals dels anys 50 i principis dels 60 del segle xx. El grup residencial que comptava amb un nombre més gran de vivendes (249 vivendes i 11 locals comercials), fon la promoció Rey don Jaime, que es començà a construir entre 1959 i 1960, i el 1962 tingué lloc la festa d'inauguració. La presència d'amplis finestrals als edificis construïts va propiciar que aquesta zona fora coneguda com a Barri dels Cristalls. També es construïren altres grups de vivendes de menor dimensió, com Sant Josep Obrer, format per més de 100 vivendes construïdes l'any 1961 per acollir la població d'Alboraia que es quedà sense vivenda durant la gran riuada de 1957, cosa que li atorgà el sobrenom de Barri dels Ofegats.
Les vivendes construïdes presentaven un cost baix, per això el barri acollí en un primer moment les famílies més humils d'Alboraia. Posteriorment arribà gent de barris humils de València i emigrants d´altres regions d´Espanya.
A les dècades posteriors s'urbanitzaren els terrenys que quedaven al voltant dels nous blocs de vivendes. Els diversos grups residencials van quedar cohesionats entre si a través de l'Avinguda Diví Mestre, que es consolidà com a eix principal del barri.

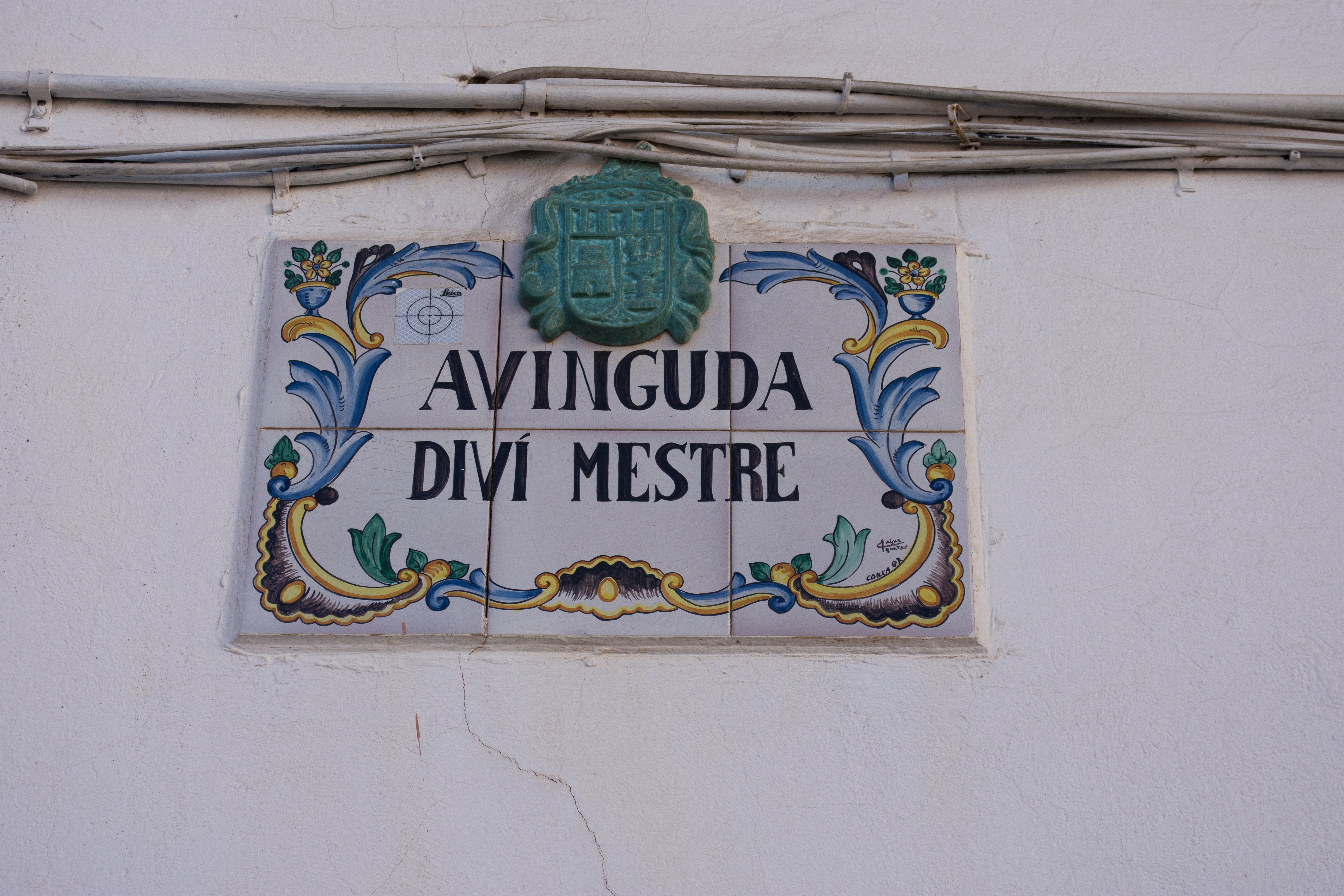
Cartell Avinguda Diví Mestre

Entre les dècades dels anys 80 i 90 el barri continuà creixent cap al sud, quan es construí el Grup Pintor Sorolla a la zona limítrofa amb El Palmaret. Als anys 2000 s'urbanitzà la zona abans coneguda com Campo de Mayo amb vivendes unifamiliars adossades.

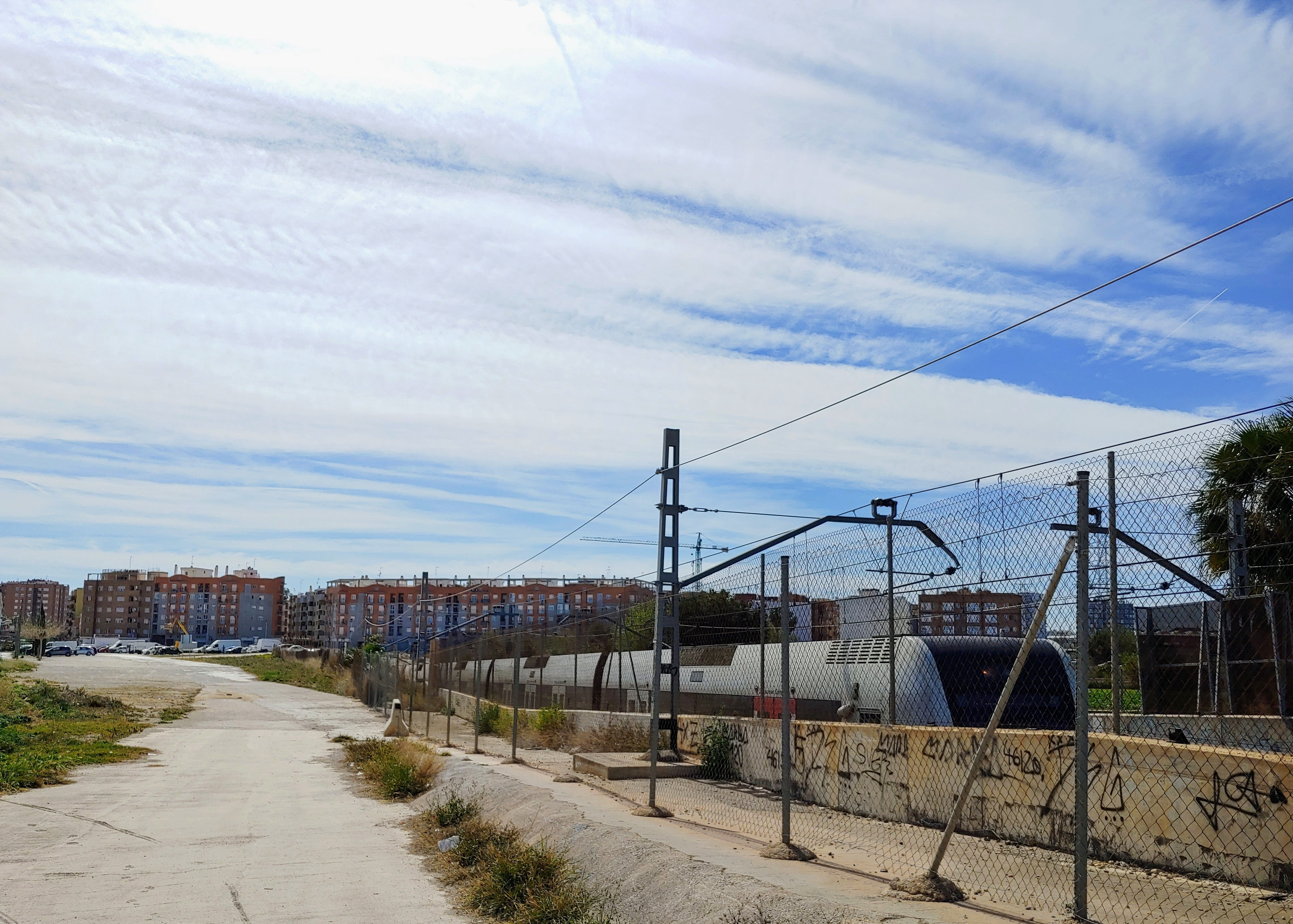
Eixida actual de les vies del metro al final del barri

L'any 2010 tingué lloc un esdeveniment que suposà un abans i un després a la història del barri. Culminaren les obres del soterrament de les vies del metro que passaven per la localitat, cosa que suposà l'eliminació d'esta barrera física que aïllava Rei a Jaume d'Alboraia, i la construcció de parcs i un bulevard que substituí l'anterior traçat en superfície de les vies. Tot i que les vies han desaparegut, esta barrera seguix a la ment dels habitants d'Alboraia, ara conformada pel Parc de les Vies.
L'any 2012 es commemorà el 50 aniversari del barri amb una exposició de fotos antigues i moltes altres activitats que tingueren lloc a les festes. El 2022, amb motiu del 60 aniversari, l'artista Patricio Forréster realitzà un mural a la plaça principal del barri, anomenat “La Vidriera”, que recrea les vivendes de la promoció Rey don Jaime amb el seu aspecte original, destacant-ne els característics finestrals.

## Serveis

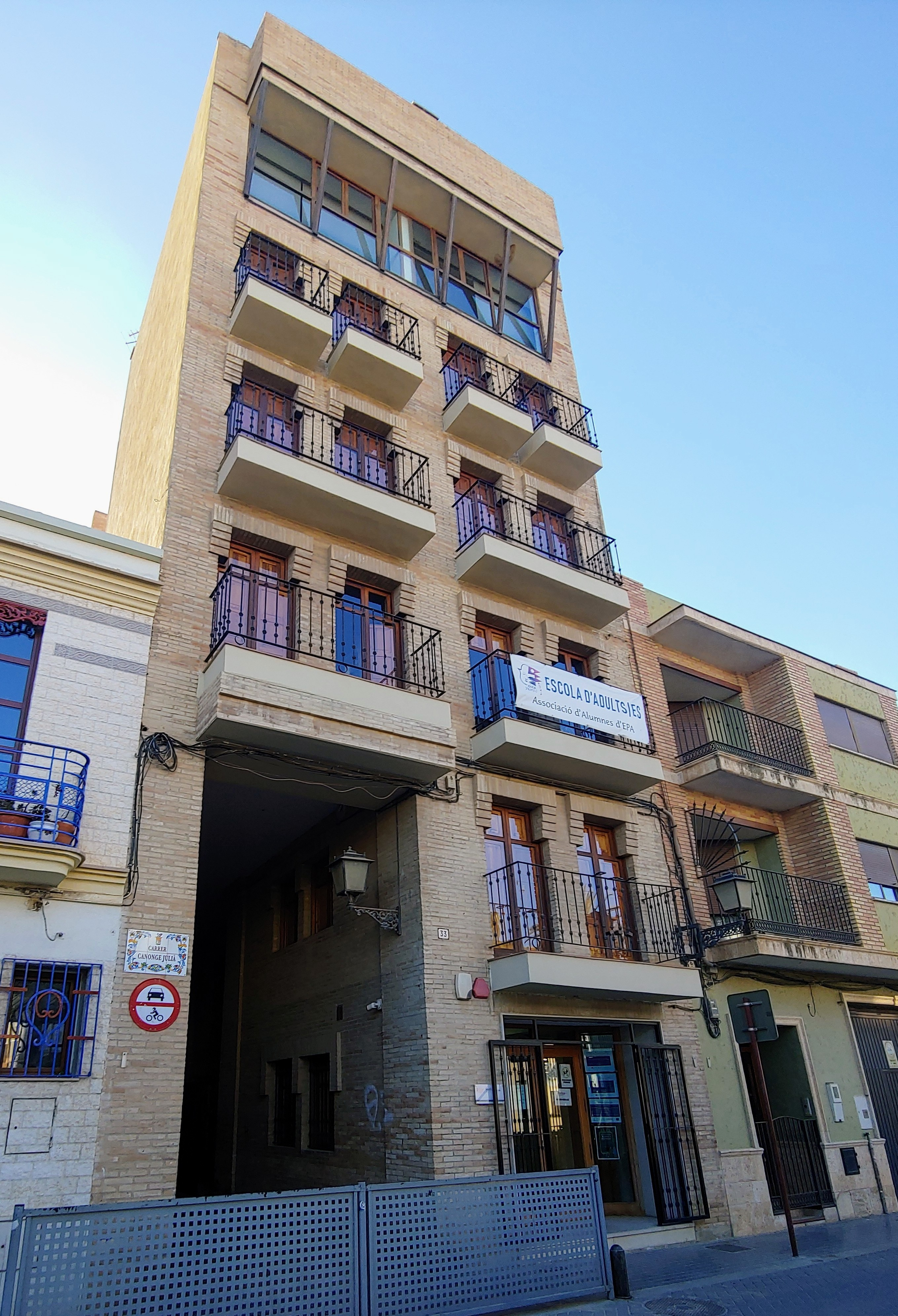
Centre Cívic Canonge Julià

El barri compta amb tot tipus de serveis:
- Educació: té un col·legi públic, un col·legi concertat amb infantil, primària, secundària i batxillerat, un centre privat de FP, una escola d'adults i una secció de l'escola oficial d'idiomes València-Benicalap[8]
- Sanitat: té un centre auxiliar de salut amb punt d'atenció continuada. A més, té diverses clíniques sanitàries privades com dentistes o veterinari i diverses farmàcies.10[9]
- Serveis Socials: compta amb un centre de dia per a gent gran.[10]
- Administració i cultura: al barri Rei a Jaume està situat el Centre Cívic Canonge Julià, que presta diversos serveis administratius de l'Ajuntament d'Alboraia. En aquest centre també es fan tallers i activitats culturals i a més és la seu de centres educatius com a escola d'adults o d'idiomes.[11]
- Esport: al barri es troba la Ciutat de l'Esport, poliesportiu que compta amb diverses instal·lacions com camps de futbol, pista de bàsquet, pavelló, gimnàs, piscina coberta, piscina d'estiu, etc.[12]

## Transports

### Metro

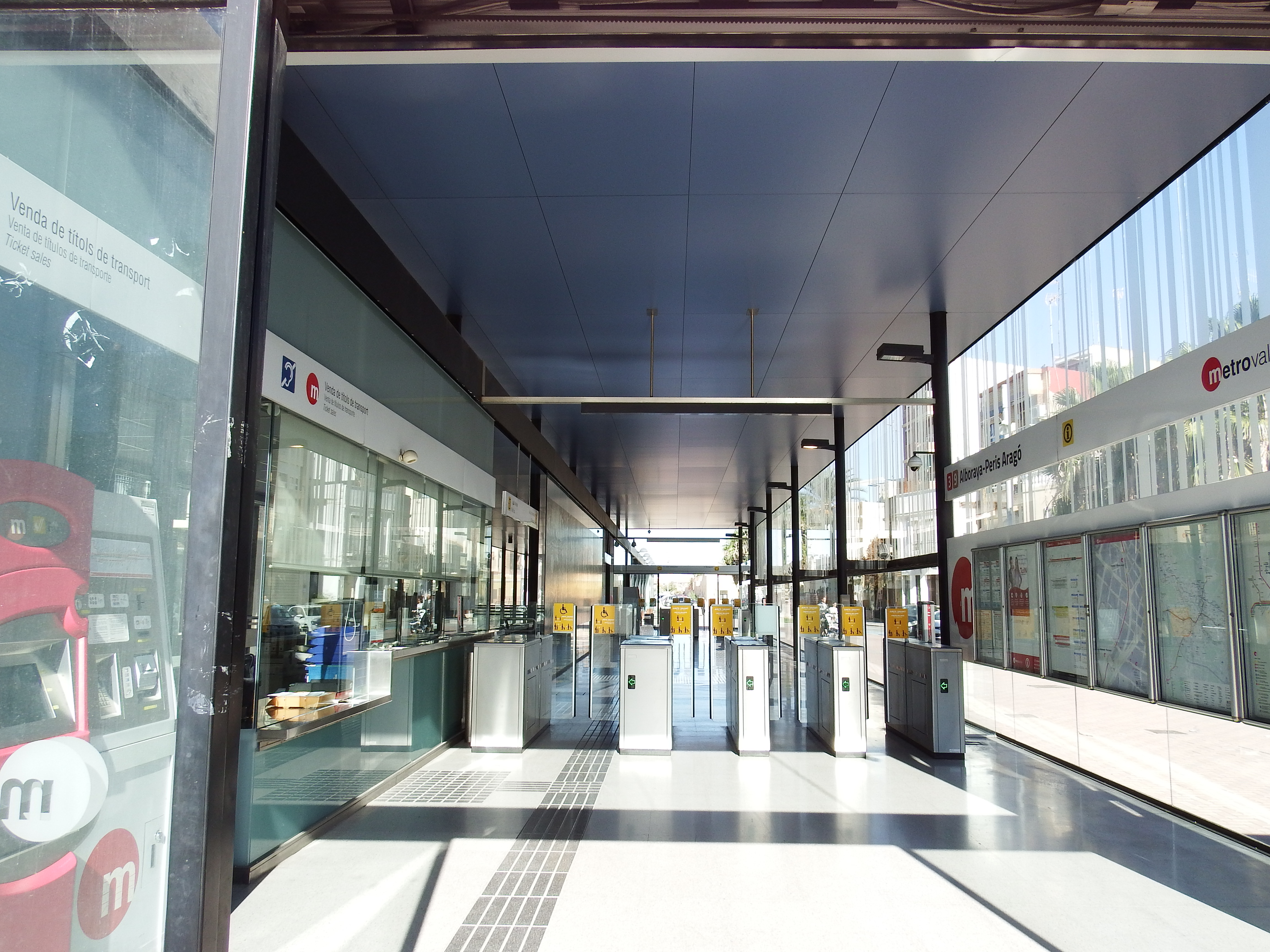
Entrada a l'estació Alboraia Peris Aragó

El barri compta amb una estació de Metrovalencia:
- Alboraia Peris Aragó

Per la qual passen dues línies de metro:
- Línia 3: Rafelbunyol-Aeroport
- Línia 9: Alboraia Peris Aragó-Riba-roja de Túria[13]

### Autobús
El barri té diverses parades del Bus d’Alboraya, línia d'autobús urbà que recorre el municipi d'Alboraia i el connecta amb la localitat pròxima de Tavernes Blanques.

## Cultura
La marcada identitat del barri, el sentiment de veïnatge entre els seus habitants i l'aïllament de la zona respecte d'Alboraia, han propiciat la presència de diverses associacions de tota mena. L'Associació de Veïns i Veïnes Rei a Jaume i Adjacents, la qual s´encarrega de la reivindicació dels interessos del barri, així com d´organitzar tot tipus d´activitats; les comissions falleres Falla Rei en Jaume (situada a la plaça principal del barri) i Falla Calvet (situada a la zona de Sant Josep Obrer); l'Associació Cultural Andalusa d'Alboraia; la comparsa móra Hassam Hardà; o l'ONG Menuts del Món, etc.

### Festes
- Festes del barri: el barri Rei a Jaume celebra les seues festes entre finals de setembre i octubre. D'una banda, l'associació de veïns i altres associacions del barri organitzen múltiples activitats, com ara actuacions, sopars, paelles, activitats infantils, o el tradicional mercat medieval.[17] A més, al voltant del dia 9 d'octubre la Falla Rei a Jaume organitza diversos actes festius i culturals, com balls regionals, processó cívica o jocs.[18]
- Falles: una de les festes més importants que se celebren són les falles. Les comissions falleres Falla Rei a Jaume[18] i Falla Calvet[19] organitzen diverses activitats, destacant per exemple l'ofrena de flors a la Verge que realitza a la plaça del barri la Falla Rei a Jaume. La resta de l'any les falles també fan altres esdeveniments com ara setmanes culturals, sopars i festes.
- Sant Joan: les falles del barri celebren aquesta festivitat amb sopars i discomòbils. Cada falla fa i crema una foguera. Tot i això, no se celebra el mateix dia de la festivitat de Sant Joan, ja que aquest dia és tradició cremar fogueres a la platja de la Patacona.[19]
- Fira Andalusa: l'Associació Cultural Andalusa realitza la seva fira d'abril al barri. A més, la resta de l'any aquesta associació organitza altres celebracions com el dia d´Andalusia o setmanes culturals.[20]
- Festes de Sant Josep Obrer: al Grup Sant Josep Obrer antigament se celebraven les festes en honor al seu patró, el dia 1 de maig, mitjançant sopars, activitats lúdiques i espectacles musicals. La festa finalitzava amb una processó de imatge del sant des del barri fins a la Parròquia de l'Assumpció, on se celebrava una missa.[21]

## Imatges

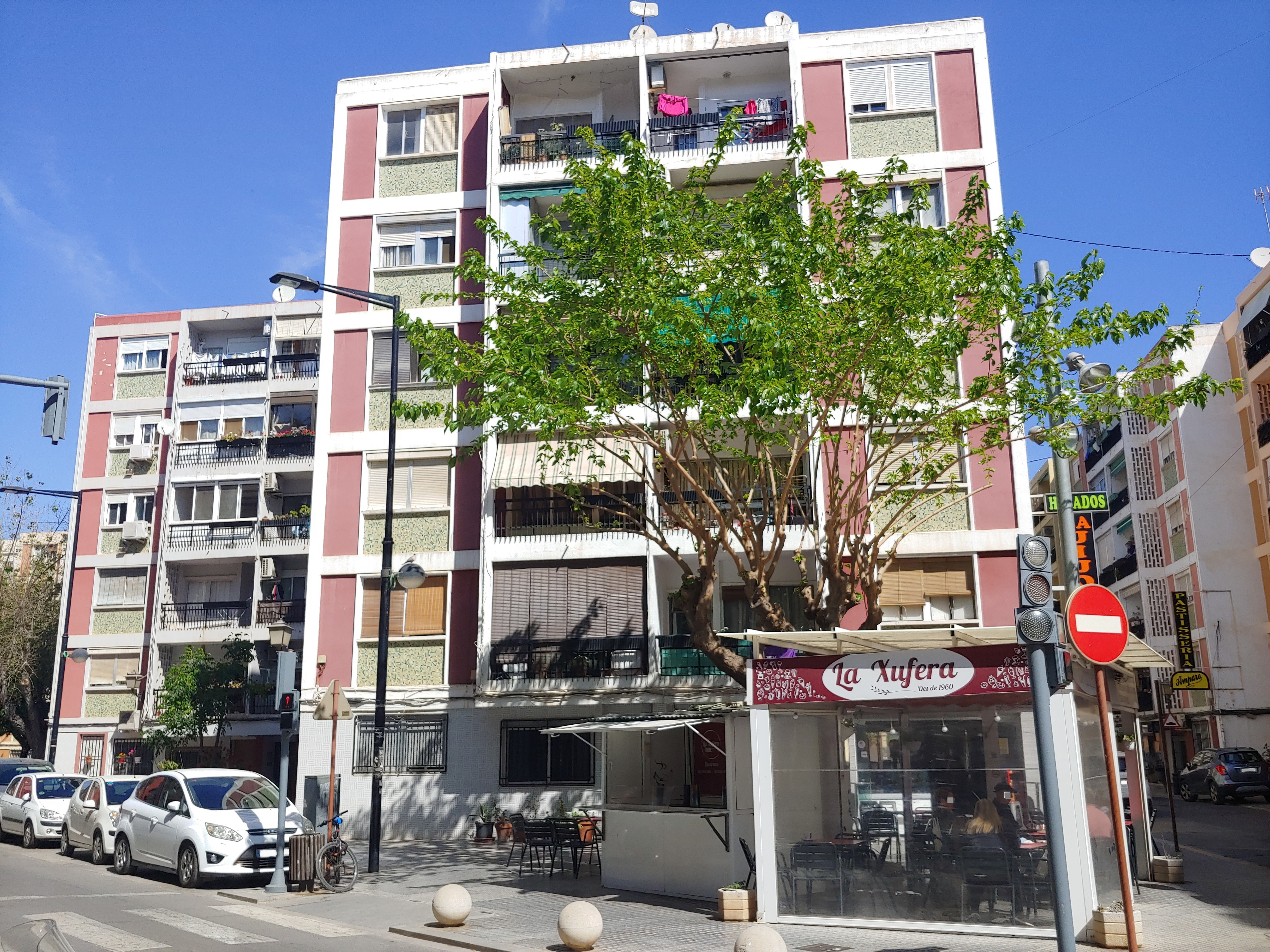
Orxateria La Xufera
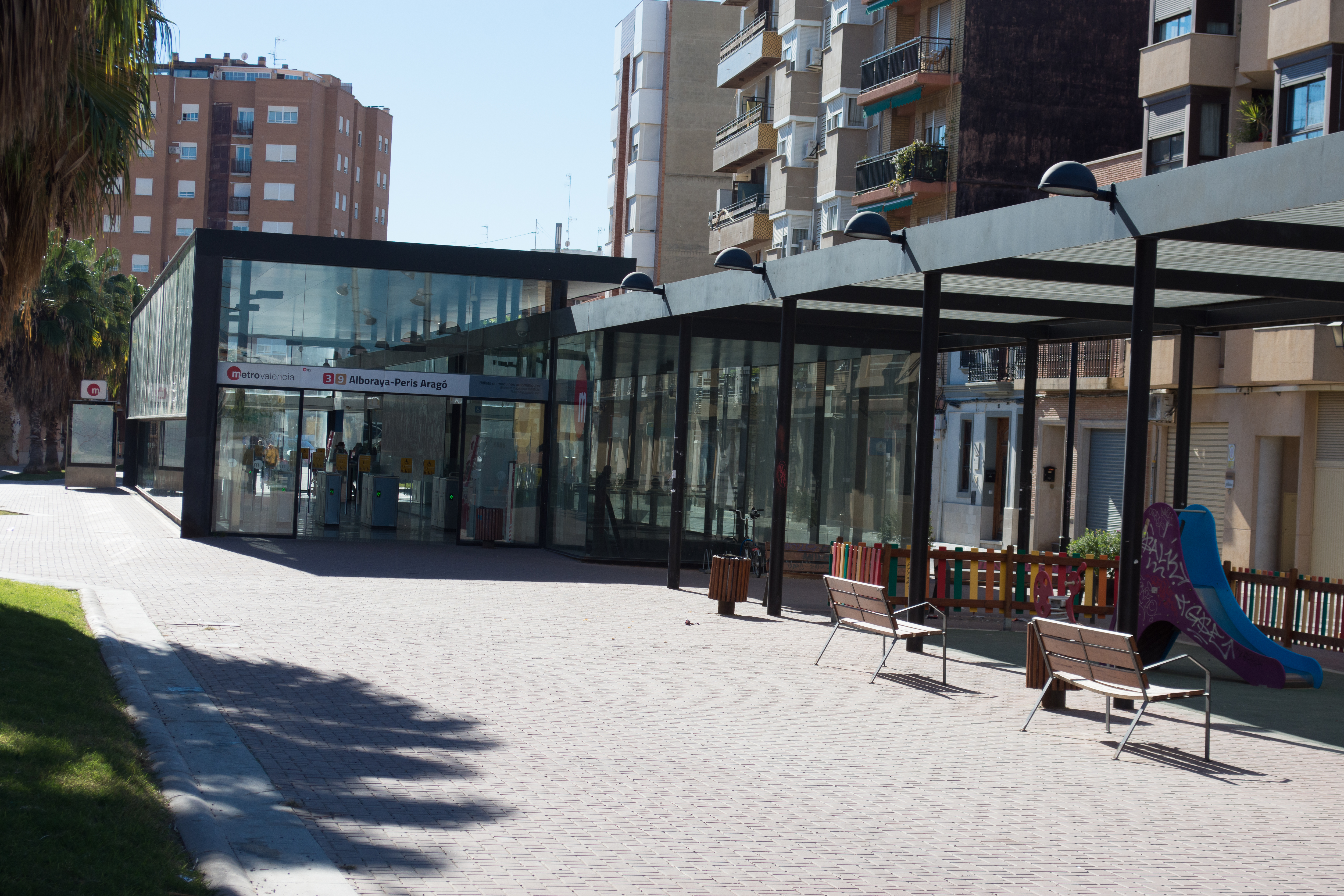
Estació Alboraia Peris Aragó i Parc de les Vies
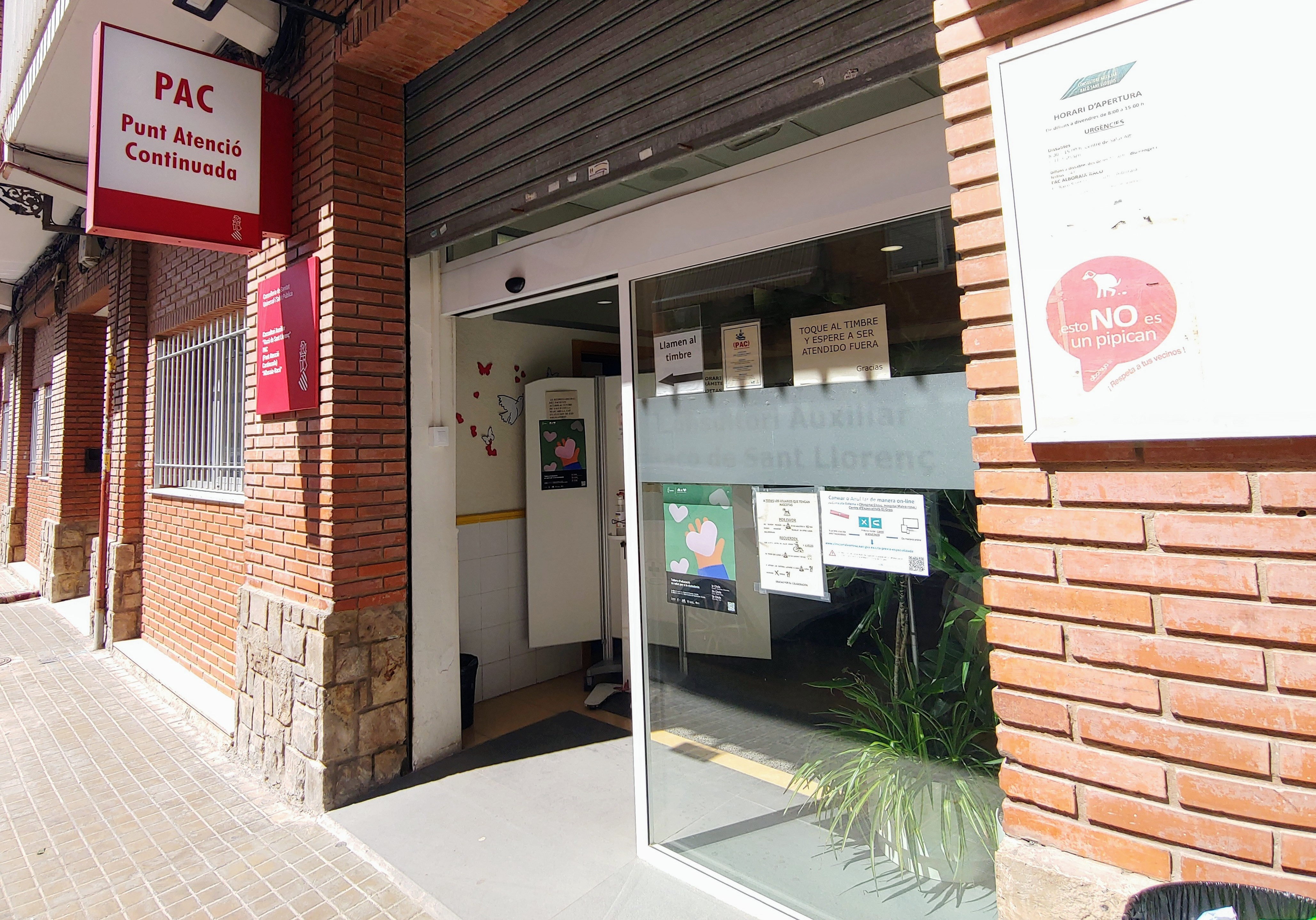
Centre de Salut Racó de Sant Llorenç
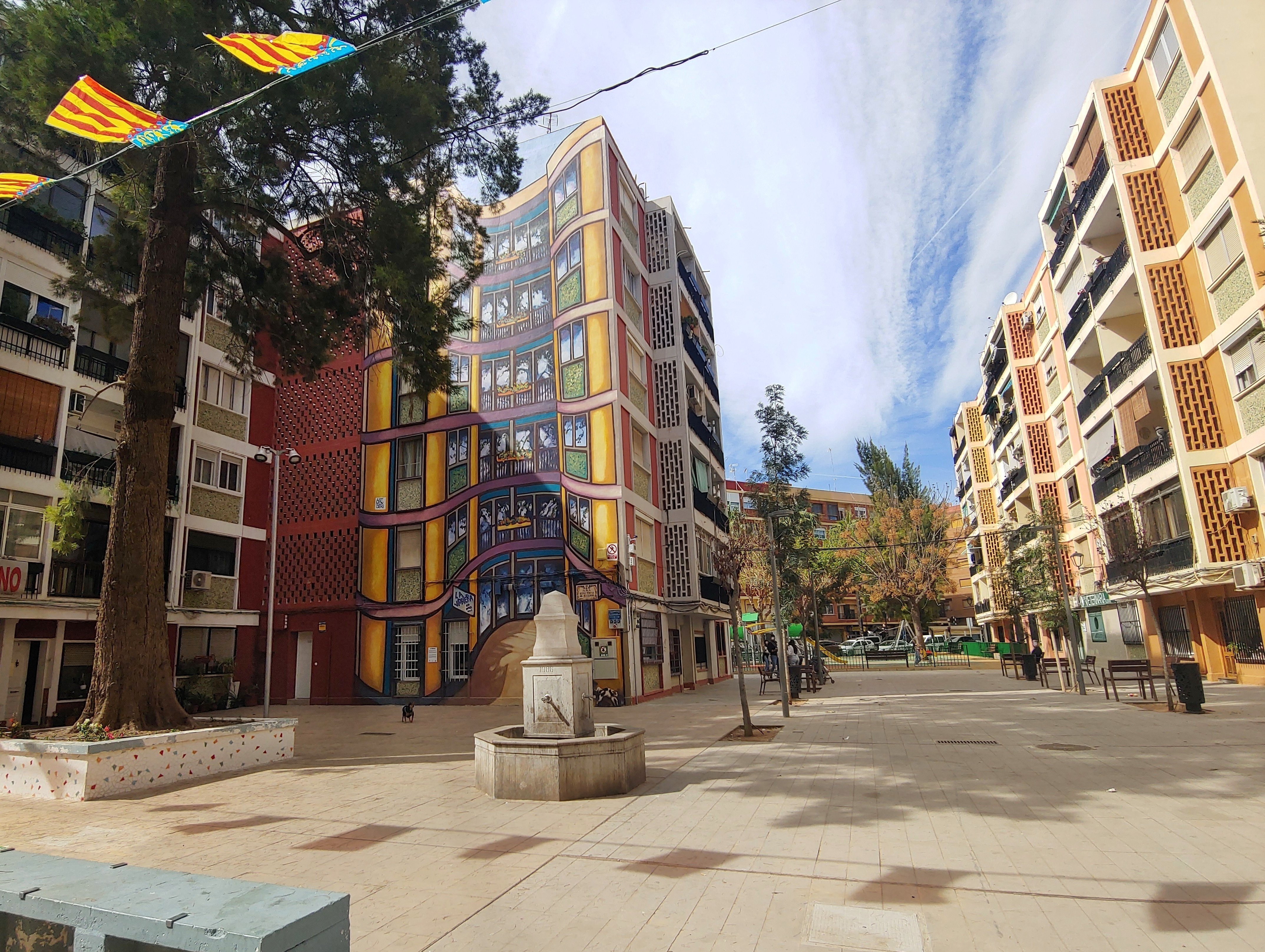
Plaça Rei en Jaume
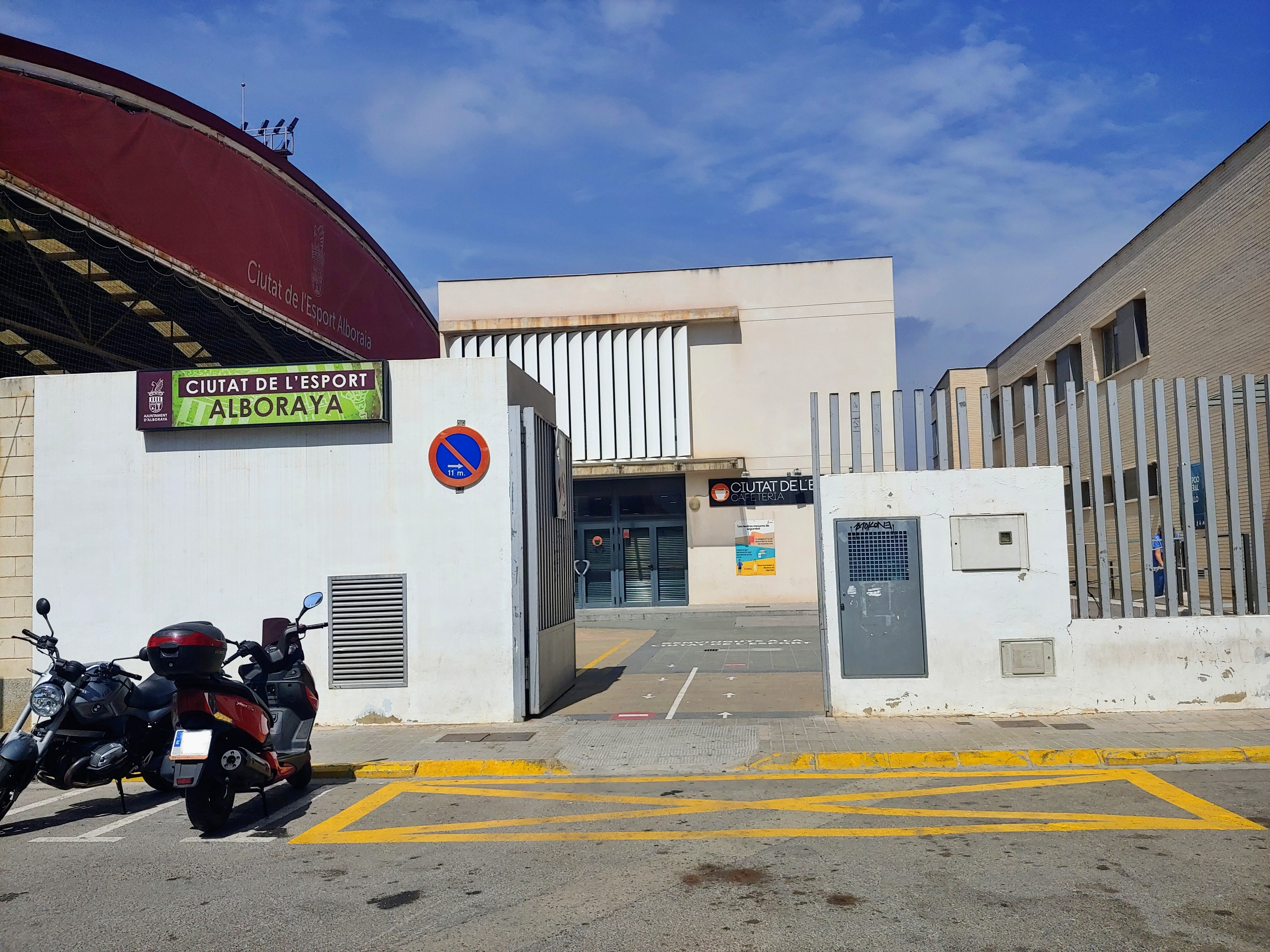
Ciutat de l'Esport
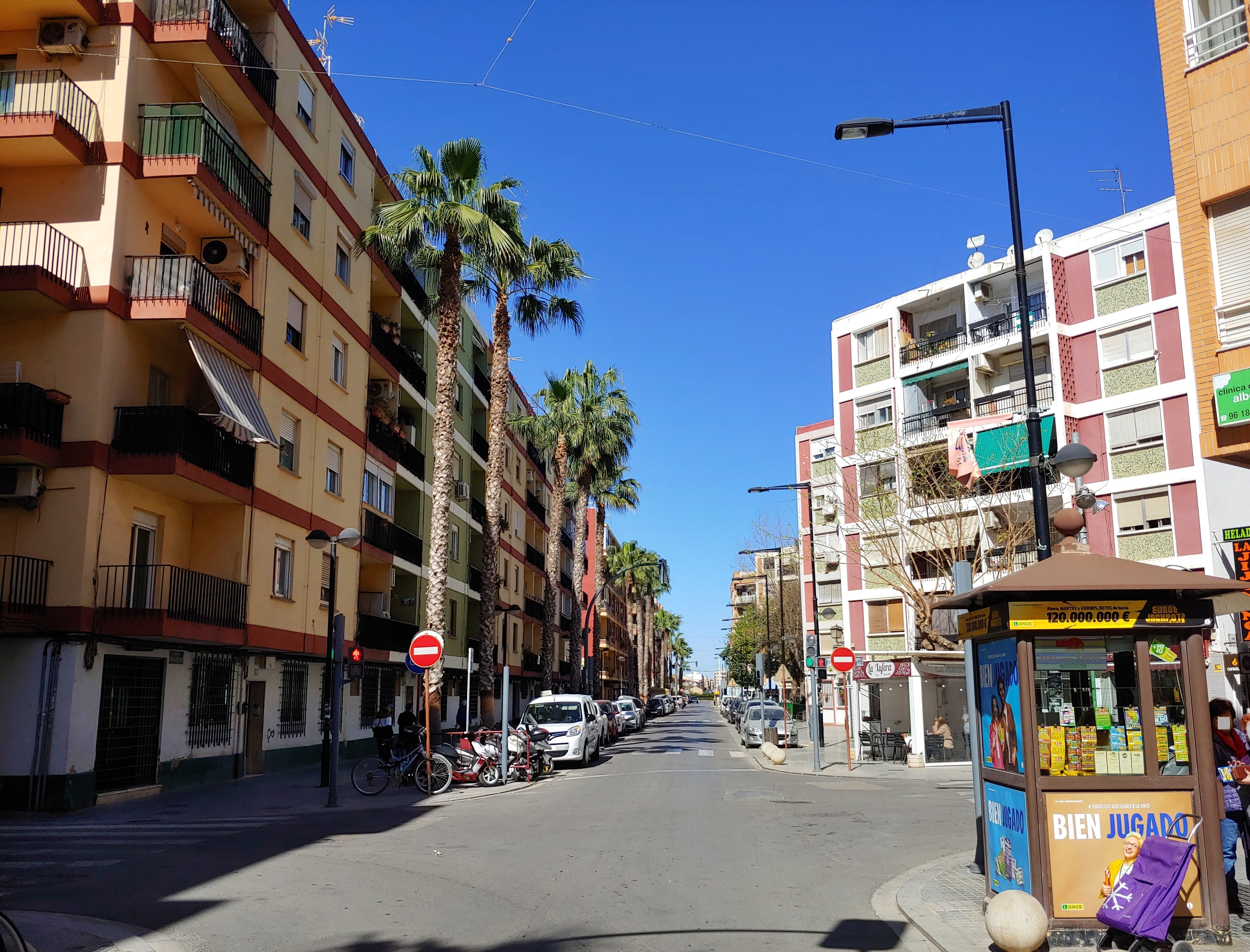
Avinguda Diví Mestre
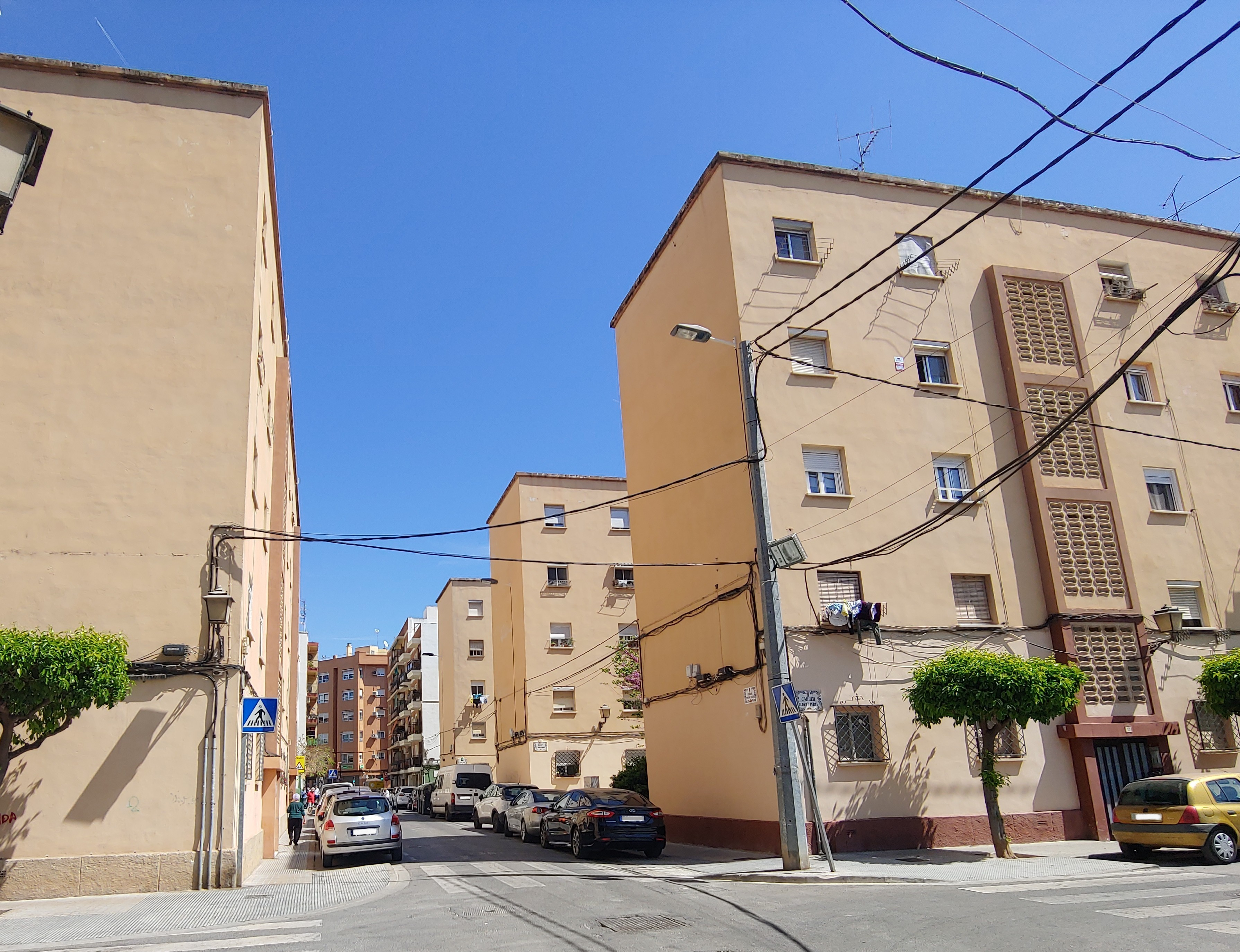
Barri Sant Josep Obrer
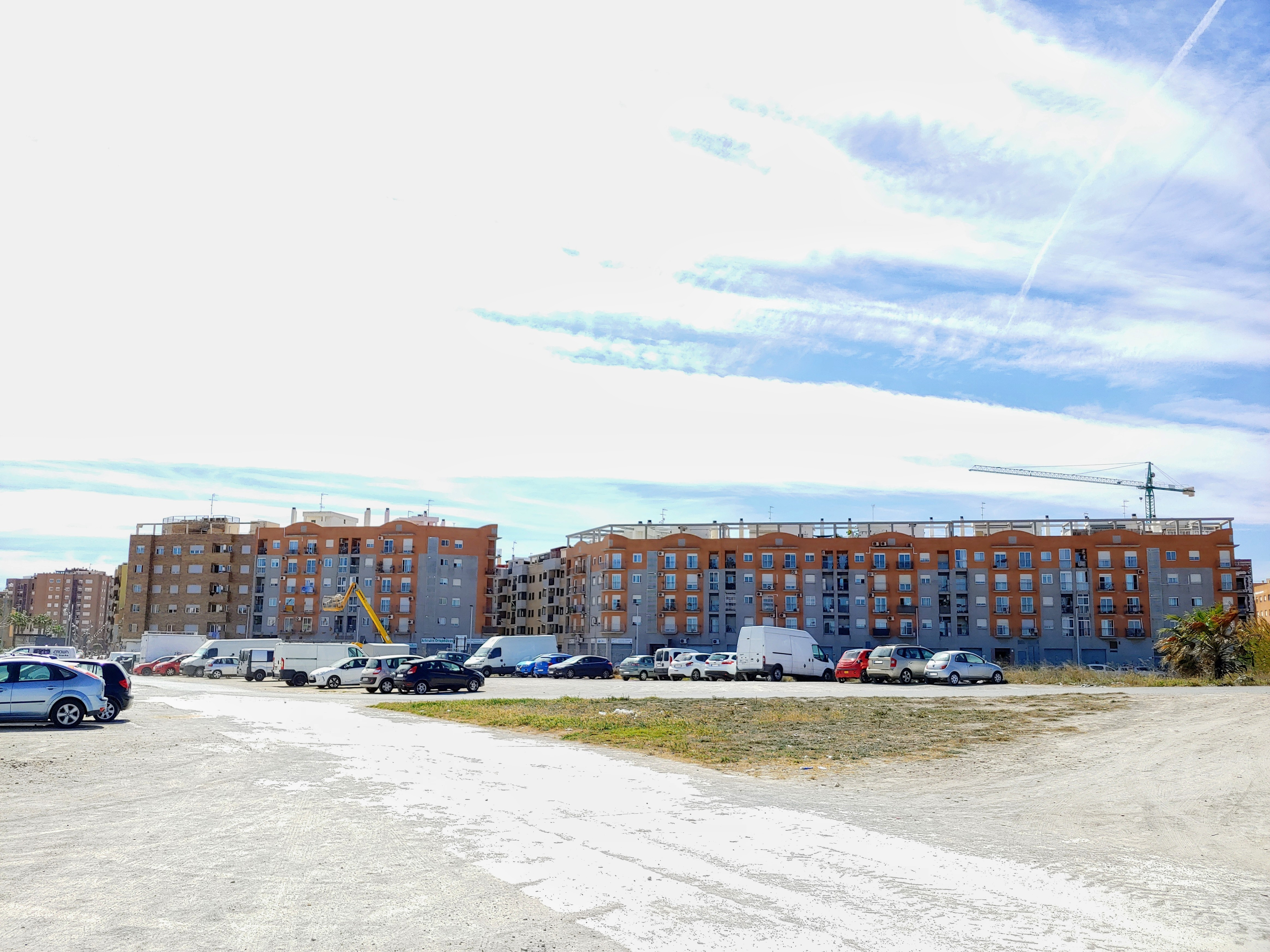
Avinguda Corts Valencianes
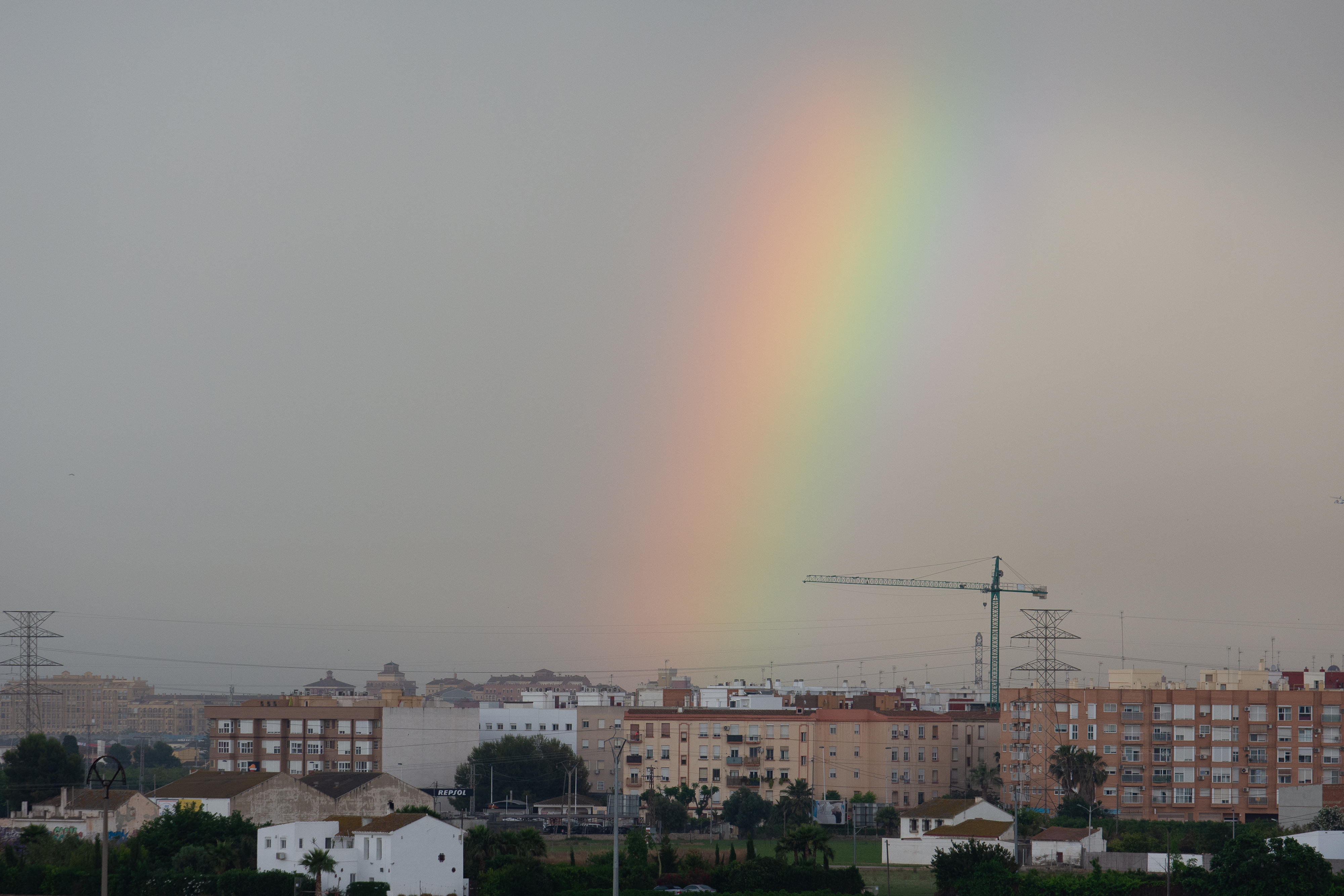
Vista del barri des de Tavernes Blanques